# 김현수 (의사)
김현수(1966년 ~ )는 대한민국의 교육 평론가 겸 정신건강의학과 의사이다.

## 학력 및 경력
- 영등포고등학교 졸업
- 중앙대학교 의과대학 학사
- 아주대학교 의료원 정신건강의학과 레지던트과정 수료
- 인천 가톨릭대 대학원 헬스케어 디자인 석사
- 명지병원 정신건강의학과 교수
- 별의친구들 설립자•대표

## 저서
- 2021년 <선생님, 오늘도 무사히>: 창비
- 2020년 <코로나로 아이들이 잃은 것들>: 덴스토리
- 2019년 <요즘 아이들 마음고생의 비밀>: 해냄
- 2018년 <우리는 왜 분노에서 벗어나지 못하는가?>: 학지사
- 2016년 <무기력의 비밀>: 에듀니티
- 2015년 <중2병의 비밀>: 덴스토리
- 2015년 <공부 상처>: 에듀니티
- 2014년 <교사 상처>: 에듀니티
- 2014년 <행복한 교실을 만드는 희망의 심리학>: 에듀니티